# Jahor Szaranhowicz
Jahor Alaksandrawicz Szaranhowicz, błr. Ягор Аляксандравіч Шаранговіч, ros. Егор Александрович Шарангович – Jegor Aleksandrowicz Szarangowicz (ur. 6 czerwca 1998 w Mińsku) – białoruski hokeista, reprezentant Białorusi.

## Kariera klubowa
- RCOP Raubiczy-98 do lat 18 (2013-2014)
- Dynama-Raubiczy (2014-2016)
- Białoruś do lat 20 (2016-2017)
- Dynama Mińsk (2017-2018)
- Binghamton Devils (2018-2020)
- Dynama Mińsk (2020-)
- New Jersey Devils (2020-)

Wychowanek szkoły SDJuSzOR w Mińsku. Karierę rozwijał w Raubiczach. W barwach tamtejszej Dynamy od 2014 do 2016 grał w rozgrywkach wyższej ligi oraz w rosyjskich rozgrywkach juniorskich MHL. Następnie w barwach kadry Białorusi do lat 20 grał w edycji ekstraligi białoruskiej edycji 2016/2017. W drafcie do USHL z 2017 został wybrany przez klub Youngstown Phantoms. W sierpniu 2017 został zawodnikiem Dynama Mińsk, występującej w rosyjskich rozgrywkach KHL. W barwach tej drużyny rozegrał sezon KHL (2017/2018). Następnie w drafcie NHL z 2018 został wybrany przez New Jersey Devils. W lipcu 2018 podpisał trzyletni kontrakt wstępujący z tym z klubem. Kolejne dwa sezony od 2018 do 2020 rozegrał w barwach zespołu farmerskiego, Binghamton Devils w rozgrywkach AHL. W lipcu 2020 ogłoszono jego wypożyczenie z NJ Devils do Dynama Mińsk. 21 grudnia 2020 poinformowano o powrocie zawodnika do New Jersey Devils.

## Kariera reprezentacyjna
Występował w kadrach juniorskich kraju na turniejach mistrzostw świata do lat 18 edycji 2015, 2016 (Dywizja IA), mistrzostw świata do lat 20 edycji 2016 (Elita), 2017 (Dywizja IA), 2018 (Elita). W kadrze seniorskiej uczestniczył w turniejach mistrzostw świata edycji 2017, 2018 (Elita), 2019 (Dywizja IA), 2021 (Elita).

## Sukcesy
Reprezentacyjne
- Awans do Elity MŚ do lat 18: 2016
- Awans do Elity MŚ do lat 20: 2017
- Awans do Elity MŚ seniorów: 2019

Klubowe
- Srebrny medal wyższej ligi: 2016 z Dynama-Raubiczy

Indywidualne
- Mistrzostwa świata do lat 18 w hokeju na lodzie mężczyzn 2015/I Dywizja#Grupa A:
  - Pierwsze miejsce w klasyfikacji strzelców turnieju: 4 gole[7]
  - Szóste miejsce w klasyfikacji kanadyjskiej turnieju: 6 punktów[8]
- KHL (2016/2017):
  - Najlepszy debiutant tygodnia – 16 października 2016[9]